# Allium elmaliense
Allium elmaliense är en amaryllisväxtart som beskrevs av Deniz och Sümbül. Allium elmaliense ingår i släktet lökar, och familjen amaryllisväxter. Inga underarter finns listade i Catalogue of Life.